# Copa da África do Sul de Futebol
A Copa Nedbank é o nome atual do principal torneio eliminatório da África do Sul. Embora muitos formatos tenham sido usados ao longo dos anos, o torneio sempre foi baseado na ideia de dar à liga inferior e às equipes amadoras a chance de competir com os clubes da primeira divisão pela copa. O torneio é baseado na Copa da Inglaterra, que ficou conhecida por "mortes de gigantes" (clubes da liga mais baixa derrotando um clube de primeira classe).[carece de fontes?]
Os vencedores recebem prêmios de R $ 7 milhões e garante também a  classificação para a  Taça das Confederações da CAF da próxima temporada.

## Formato
| liga                       | Nº         |
| -------------------------- | ---------- |
| Premier Soccer League      | 16 equipes |
| National First Division    | 8 equipes  |
| equipes das ligas amadoras | 8 equipes  |

## Campeão
| Ano                   | Campeão               | Placar             | Vice-Campeão          | Estádio                    | Treinador Vencedor  |
| Life Challenge Cup    | Life Challenge Cup    | Life Challenge Cup | Life Challenge Cup    | Life Challenge Cup         | Life Challenge Cup  |
| --------------------- | --------------------- | ------------------ | --------------------- | -------------------------- | ------------------- |
| 1971                  | Kaizer Chiefs         | 2–2                | Orlando Pirates       |                            |                     |
| 1972                  | Kaizer Chiefs         | 4–1                | AmaZulu               |                            |                     |
| 1973                  | Orlando Pirates       | 5–2                | AmaZulu               |                            |                     |
| 1974                  | Orlando Pirates       | 1–0                | AmaZulu               |                            |                     |
| 1975                  | Orlando Pirates       | 2–1                | Kaizer Chiefs         |                            |                     |
| Bensoná Hedges Trophy |                       |                    |                       |                            |                     |
| 1976                  | Kaizer Chiefs         | 1–0                | Orlando Pirates       |                            |                     |
| 1977                  | Kaizer Chiefs         | 1–0                | Orlando Pirates       |                            |                     |
| Mainstay Cup          |                       |                    |                       |                            |                     |
| 1978                  | Bidvest Wits          | 3–2                | Kaizer Chiefs         |                            |                     |
| 1979                  | Kaizer Chiefs         | 3–3                | Highlands Park        |                            |                     |
| 1980                  | Orlando Pirates       | 3–2                | Moroka Swallows       |                            |                     |
| 1981                  | Kaizer Chiefs         | 1–1                | Orlando Pirates       |                            |                     |
| 1982                  | Kaizer Chiefs         | 2–1                | African Wanderers     |                            |                     |
| 1983                  | Moroka Swallows       | 1–0                | Mpumalanga Black Aces |                            |                     |
| 1984                  | Kaizer Chiefs         | 1–0                | Orlando Pirates       |                            |                     |
| 1985                  | Bloemfontein Celtic   | 2–1                | African Wanderers     |                            |                     |
| 1986                  | Mamelodi Sundowns     | 1–0                | Jomo Cosmos           |                            |                     |
| 1987                  | Kaizer Chiefs         | 1–0                | AmaZulu               |                            |                     |
| Bob Save Super Bowl   |                       |                    |                       |                            |                     |
| 1988                  | Orlando Pirates       | 2–1                | Kaizer Chiefs         |                            | Walter da Silva     |
| 1989                  | Moroka Swallows       | 1–1                | Mamelodi Sundowns     |                            |                     |
| 1990                  | Jomo Cosmos           | 1–0                | AmaZulu               |                            |                     |
| 1991                  | Moroka Swallows       | 2–1                | Jomo Cosmos           |                            |                     |
| 1992                  | Kaizer Chiefs         | 2–1                | Jomo Cosmos           |                            |                     |
| 1993                  | Mpumalanga Black Aces | 1–0                | Kaizer Chiefs         |                            |                     |
| 1994                  | Vaal Professionals    | 1–0                | Free State Stars      |                            |                     |
| 1995                  | Cape Town Spurs       | 3–0                | Supersport United     |                            |                     |
| 1996                  | Orlando Pirates       | 1–0                | Jomo Cosmos           |                            |                     |
| 1997                  | Não houve             | Não houve          | Não houve             | Não houve                  | Não houve           |
| 1998                  | Mamelodi Sundowns     | 1–1                | Orlando Pirates       |                            |                     |
| 1999                  | Supersport United     | 2–1                | Kaizer Chiefs         |                            |                     |
| 2000                  | Kaizer Chiefs         | 1–0                | Mamelodi Sundowns     |                            |                     |
| 2001                  | Santos                | 1–0                | Mamelodi Sundowns     |                            |                     |
| 2002                  | Não houve             | Não houve          | Não houve             | Não houve                  | Não houve           |
| ABSA Cup              |                       |                    |                       |                            |                     |
| 2003                  | Santos                | 2–0                | Ajax Cape Town        |                            |                     |
| 2004                  | Moroka Swallows       | 3–1                | Manning Rangers       |                            | Gavin Hunt          |
| 2005                  | Supersport United     | 1–0                | Bidvest Wits          |                            |                     |
| 2006                  | Kaizer Chiefs         | 0–0                | Orlando Pirates       |                            |                     |
| 2007                  | Ajax Cape Town        | 2–0                | Mamelodi Sundowns     |                            |                     |
| Nedbank Cup           |                       |                    |                       |                            |                     |
| 2008                  | Mamelodi Sundowns     | 1–0                | Mpumalanga Black Aces | Estádio de Joanesburgo     | Trott Moloto        |
| 2008-09               | Moroka Swallows       | 1–0                | Pretoria University   | Rand Stadium               | Júlio César Leal    |
| 2009-10               | Bidvest Wits          | 3–0                | AmaZulu               | Soccer City                | Roger De Sá         |
| 2010-11               | Orlando Pirates       | 3–1                | Black Leopards        | Mbombela Stadium           | Ruud Krol           |
| 2011-12               | Supersport United     | 2–0                | Mamelodi Sundowns     | Orlando Stadium            | Gavin Hunt          |
| 2012-13               | Kaizer Chiefs         | 1–0                | Supersport United     | Moses Mabhida Stadium      | Stuart Baxter       |
| 2013-14               | Orlando Pirates       | 3–1                | Bidvest Wits          | Moses Mabhida Stadium      | Vladimir Vermezovic |
| 2014-15               | Mamelodi Sundowns     | 0-0 (4-3pên..)     | Ajax Cape Town        | Estádio Nelson Mandela Bay | Pitso Mosimane      |
| 2015-16               | Supersport United     | 3-2                | Orlando Pirates       | Estádio Peter Mokaba       | Stuart Baxter       |
| 2016-17               | SuperSport United     | 4-1                | Orlando Pirates       | Moses Mabhida Stadium      | Stuart Baxter       |
| 2017-18               | Free State Stars      | 1-0                | Maritzburg United     | Estádio da Cidade do Cabo  | Luc Eymael          |
| 2018-19               | TS Galaxy             | 1-0                | Kaizer Chiefs         | Moses Mabhida Stadium      | Dan Malesela        |

## Resultado por clube
| Clube                  | Canpeão | Anos                                                                          | Vices | Anos                                                  |
| ---------------------- | ------- | ----------------------------------------------------------------------------- | ----- | ----------------------------------------------------- |
| Kaizer Chiefs          | 13      | 1971, 1972, 1976, 1977, 1979, 1981, 1982, 1984, 1987, 1992, 2000, 2006, 2013. | 6     | 1975, 1978, 1988, 1993, 1999, 2019.                   |
| Orlando Pirates        | 8       | 1973, 1974, 1975, 1980, 1988, 1996, 2011, 2014.                               | 9     | 1971, 1976, 1977, 1981, 1984, 1998, 2006, 2016, 2017. |
| Moroka Swallows        | 5       | 1983 , 1989, 1991, 2004, 2009.                                                | 1     | 1980.                                                 |
| SuperSport United      | 5       | 1999, 2005, 2012, 2016, 2017.                                                 | 1     | 2013.                                                 |
| Mamelodi Sundowns      | 4       | 1986, 1998, 2008, 2015.                                                       | 5     | 1989, 2000, 2001, 2007, 2012.                         |
| Bidvest Wits           | 2       | 1978, 2010.                                                                   | 2     | 2005, 2014.                                           |
| Santos                 | 2       | 2001, 2003.                                                                   | 0     |                                                       |
| Jomo Cosmos            | 1       | 1990.                                                                         | 4     | 1986, 1991, 1992, 1996.                               |
| Ajax Cape Town         | 1       | 2007.                                                                         | 2     | 2003, 2015.                                           |
| Free State Stars       | 1       | 2018                                                                          | 1     | 1994                                                  |
| Bloemfontein Celtic    | 1       | 1985.                                                                         | 0     |                                                       |
| Mpumalanga Black Aces  | 1       | 1993                                                                          | 1     | 2008                                                  |
| Cape Town Spurs        | 1       | 1995.                                                                         | 0     |                                                       |
| Vaal Professionals FC  | 1       | 1994.                                                                         | 0     |                                                       |
| TS Galaxy              | 1       | 2019                                                                          | 0     |                                                       |
| AmaZulu                | 0       |                                                                               | 6     | 1972, 1973, 1974, 1987, 1990, 2010.                   |
| African Wanderers F.C. | 0       |                                                                               | 2     | 1982, 1985.                                           |
| Black Leopards         | 0       |                                                                               | 1     | 2011                                                  |
| Highlands Park         | 0       |                                                                               | 1     | 1979                                                  |
| Manning Rangers        | 0       |                                                                               | 1     | 2004                                                  |

## Resultado por Cidade
| cidade         | N | clube                                                                                              | títulos |
| -------------- | - | -------------------------------------------------------------------------------------------------- | ------- |
| Joanesburgo    | 6 | Kaizer Chiefs, Orlando Pirates, Moroka Swallows, Bidvest Wits, Jomo Cosmos, Mpumalanga Black Aces. | 30      |
| Pretória       | 2 | SuperSport United, Mamelodi Sundowns                                                               | 9       |
| Cidade do Cabo | 3 | Santos, Ajax Cape Town, Cape Town Spurs                                                            | 4       |
| Bethlehem      | 1 | Free State Stars                                                                                   | 1       |
| Bloemfontein   | 1 | Bloemfontein Celtic                                                                                | 1       |
| Vereeniging    | 1 | Profissionais Vaal                                                                                 | 1       |